# Karel Setunský
Karel Setunský (26. března 1850 Tábor – 11. září 1929 Praha) byl rakouský a český právník a politik, na přelomu 19. a 20. století poslanec Českého zemského sněmu.

## Biografie
Profesně působil jako právník. Byl funkcionářem Sokola. Vystudoval gymnázium v Táboře a absolvoval práva na Karlo-Ferdinandově univerzitě v Praze, kde roku 1877 získal titul doktora práv. Od roku 1882 působil coby advokát v Příbrami, později byl činný v Praze. Angažoval se v Národní jednotě pošumavské.
V 90. letech 19. století se zapojil i do zemské politiky. Ve volbách v roce 1895 byl zvolen v městské kurii (volební obvod Strakonice, Vodňany, Sušice) do Českého zemského sněmu. Politicky patřil k mladočeské straně.
Zemřel v září 1929 v sanatoriu v Praze-Podolí. Pohřben byl na Olšanských hřbitovech.

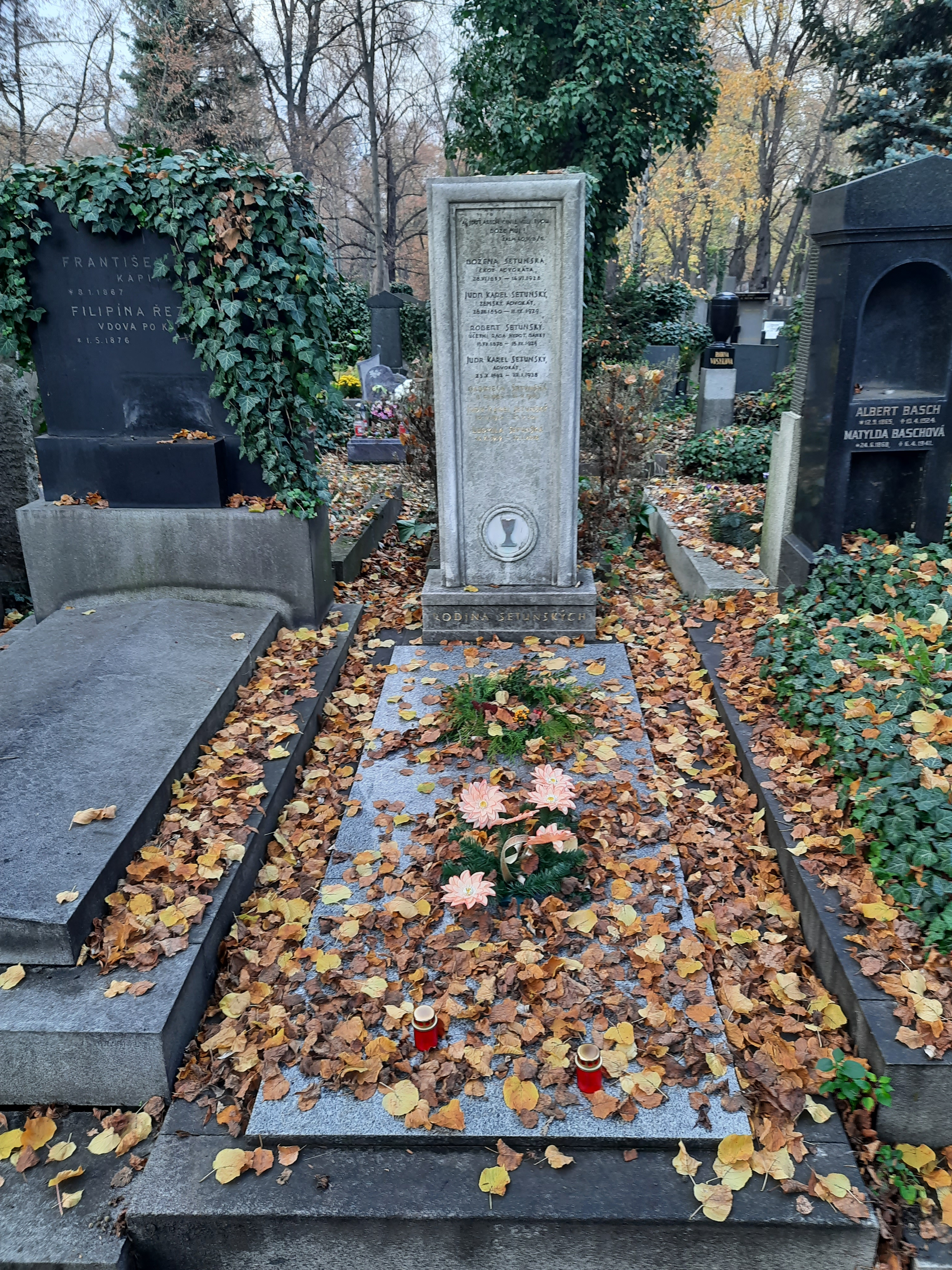
Hrob rodiny Karla Setunského na Olšanských hřbitovech